# Neuilly-l’Évêque
Neuilly-l’Évêque település Franciaországban, Haute-Marne megyében. Lakosainak száma 591 fő (2022. január 1.). Neuilly-l’Évêque Bannes, Bonnecourt, Changey, Dampierre, Frécourt, Orbigny-au-Mont, Orbigny-au-Val és Poiseul községekkel határos.

## Népesség
A település népességének változása:
| Lakosok száma | 634  | 612  | 622  | 591  | 587  | 580  | 571  | 581  | 591  |
|               | 2013 | 2015 | 2016 | 2017 | 2018 | 2019 | 2020 | 2021 | 2022 |